# Vampire : La Mascarade
Pour les articles homonymes, voir Mascarade (homonymie) et Vampire : La Mascarade (homonymie).
 (novembre 2011).
- Si vous ne connaissez pas le sujet, laissez ce bandeau (vous pouvez alors contacter les auteurs).
- Si vous supprimez le contenu mis en cause (vous pouvez préalablement contacter les auteurs),

argumentez précisément cette suppression dans la page de discussion
(un manque de référence n'est pas un argument ; une recherche réelle de référence doit avoir été effectuée, être formellement documentée).

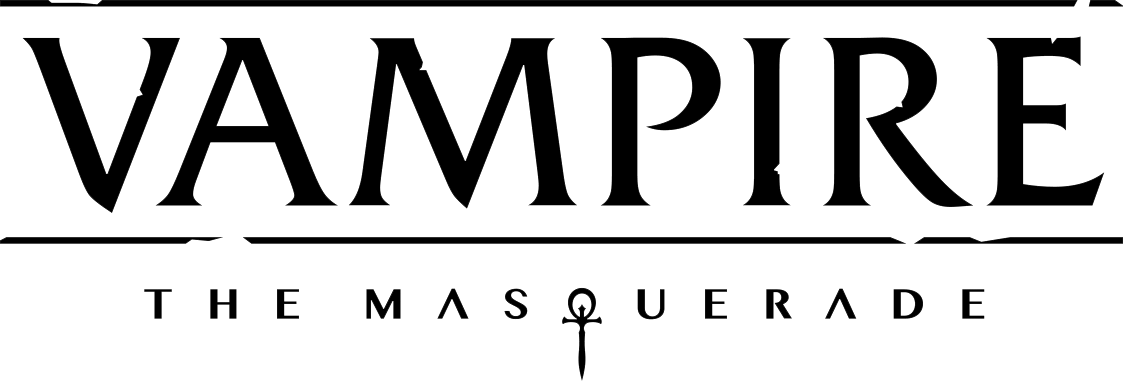
Logo du jeu : Vampire: The Masquerade

Vampire : La Mascarade  (Vampire: The Masquerade) est un jeu de rôle contemporain-fantastique, publié en 1991 par White Wolf Publishing. Il est le premier jeu dans l'univers « gothique-punk » nommé Monde des Ténèbres. Le jeu devint célèbre comme l'un des plus symboliques de l'approche « narrative » des jeux du conteur. Il reste l'un des plus grands succès de cette catégorie de jeux, par sa simplicité d'accès au niveau des règles, son univers complexe et son côté sombre très prisé à tel point qu'il est devenu une référence forte chez les rôlistes occidentaux.
La nouvelle édition anniversaire des 20 ans du jeu est sortie fin 2014 dans sa version française aux éditions Arkhane Asylum Publishing et distribuée par EDGE Entertainment.
Une version jeu de rôle grandeur nature, Mind's Eye Theatre, a vu le jour en 1993.

## Vue d'ensemble et évolution du jeu
La première édition, écrite principalement par Mark Rein-Hagen, fut publiée en 1991. La troisième édition date de 1998. La parution du supplément sur la Géhenne marque la fin du jeu. Un nouveau jeu basé sur Vampire : La Mascarade prend place dans le nouveau Monde des Ténèbres publié en 2004, il s'agit de Vampire : le Requiem. Lorsque CCP Games, le studio ayant racheté White Wolf, céda les droits du Monde des Ténèbres à Onyx Path, la maison d'édition de Richard Thomas, un ancien de White Wolf, le premier jeu qui a été développé a été l'édition absolue de Vampire: La Mascarade intitulé: Vampire: La Mascarade, édition 20e anniversaire.

### Première édition
Celle-ci voit la description la plus sombre et la plus personnelle (basée sur les joueurs) du jeu. À l'époque n'étaient décrits que 7 clans et une seule secte, la Camarilla.

### Seconde édition
C'est surtout celle-ci qui a vu le jeu rencontrer le succès qu'on lui connaît. Le Sabbat commence à y être décrit, ainsi que les luttes d'influence. À la fin le Sabbat et les clans indépendants ressemblent à ceux connus dans l'édition finale.

### Troisième édition
Celle-ci pourrait être considérée comme l'édition de la maturité. Elle met l'accent sur la lutte politique mondiale (le Jyhad) se déroulant principalement entre Camarilla et Sabbat mais impliquant les 13 clans, pour y planter une fin du monde.

### Requiem
La refonte totale du Monde des Ténèbres en 2004 donne un nouveau jeu, Vampire : le Requiem. Il semble prendre un ton bien plus sérieux. Le système est plus réaliste. Les origines des vampires ne sont plus connues, mais des vampires des 5 clans (Daeva, Gangrel, Mekhet, Nosferatu, Ventrue) se réunissent dans des ligues qui ont chacune leur propre idée du sujet (ou qui ne le considèrent pas comme primordial et tentent simplement d'amener l'ordre). La société vampirique est très instable et cela risque à chaque nuit de causer leur perte.

### 20eAnniversaire
Pour célébrer les 20 ans de Vampire : La Mascarade, Onyx Path a publié en 2011 une édition ultime du jeu appelé Vampire : The Masquerade 20th Anniversary Edition. Cette dernière a, dans un premier temps, été imprimée en série limitée par souscription, puis est venue une version électronique[pertinence contestée].

### Cinquième édition
En 2018, une nouvelle version du jeu voit le jour. Elle effectue un retour en arrière sur la refonte apportée par Vampire : le Requiem (maintenant considérée comme étant la quatrième édition), mais propose néanmoins une mise à jour diégétique de l'univers. La Géhenne a eu lieu, certains Clans ont évolué, et la composition des différentes sectes a fortement changée. Le principal changement est la chute du Sabbat, et une croissance subséquente fulgurante des Anarchs, qui se posent désormais comme le nouvel opposant principal à la Camarilla. Le système a également été beaucoup retravaillé, introduisant de nouvelles mécaniques, comme par exemple un système de Soif, affectant les jets de dés, qui vient remplacer la Réserve de Sang.

## Trame

### Univers
Le monde des ténèbres 
Un univers qui ressemble aux nôtres mais en beaucoup plus sombre

### Structure de la société vampirique

#### Les Clans de la Camarilla
Les Clans sont au nombre de 13 dont 12, selon la légende, auraient été créés par les Antédiluviens (vampires de la 3e génération, soit les « petits-fils » de Caïn). Sept d'entre eux composent initialement la Camarilla.
- Les Brujahs (surnommés la racaille). Un des Clans fondateurs de la Camarilla. Du temps de Carthage, ils étaient de grands rois philosophes. À l'époque contemporaine, ils soutiennent également les anarchs, peut-être même davantage que la Camarilla. De fait, les Anarchs comptent plus de Brujahs dans leurs rangs que de membres de tous les autres clans réunis. Certains Vampires pensent que le clan Brujah sera le premier à quitter la Camarilla. Les Brujahs le pensent aussi... Leur devise : « Pense par toi-même, ou tu es mort. Dans les deux cas, moi, ça me va. »
- Les Gangrels (surnommés les apatrides). Ce Clan a pactisé avec les ennemis jurés des vampires : les loups-garou. Le Clan le plus proche de la nature, un des clans fondateurs de la Camarilla. Ils vivent principalement hors des villes, dans lesquelles ils sont souvent une menace pour la Mascarade, du fait des caractéristiques physiques animales, qu'ils acquièrent avec le temps. Très récemment, ils ont quitté la Camarilla, devenant des indépendants. Leur devise : « Tu m'as donné du sport, mortel. Mais maintenant, la chasse est terminée. »
- Les Malkaviens (surnommés les déments ou maîtres de la folie). Les Malkaviens sont un Clan mystérieux que personne ne comprend réellement. Ils ont un savoir que beaucoup aimeraient posséder mais ils sont trop instables et inconstants pour être des individus de confiance. Ils font partie des Clans fondateurs de la Camarilla. Leur devise : « Tu peux rire si tu veux. Ça ne fait rien. Crois que tu es plus malin que le pauvre, le misérable Dément. Ça ne fait rien. Mais réfléchis à ça : tu es une chose morte, comme moi. Tu es mort et tu es rené... en ça. Ce qui nous rend différent? Simple : je me souviens de ce que j'ai vu lorsque j'étais vraiment et totalement mort. Tu serais fou, toi aussi. »
- Les Nosferatus (surnommés les rats d'égouts). Les Nosferatus sont des créatures à l'apparence monstrueuse, mais paradoxalement souvent plus humanistes, que les autres vampires. Ils vivent cachés, souvent au plus profond des égouts et des catacombes, et usent des secrets des autres vampires dans leurs propres intérêts. Ils sont un Clan fondateur de la Camarilla. Leur devise : « Viens ici, petit garçon. Tu veux un bisou? [reniflement sonore] Qu'est-ce qui se passe? Le gros vilain bandit te fait peur? Tu n'aimes pas trop être une victime, hein? Ben, faudra t'y habituer, parce que tu n'en as pas encore vu la moitié! »
- Les Toreadors (surnommés les dégénérés). Un des Clans fondateurs de la Camarilla. C'est un Clan constitué principalement de personnes proches du milieu artistique. Ils sont très proches des humains, dont ils aiment beaucoup la compagnie mais ils sont aussi des politiciens très doués.
- Les Tremeres (surnommés les sorciers). Les usurpateurs sont les sorciers des vampires. Ils ont une structure très organisée et une puissante magie qui fait d'eux un des Clans fondateurs de la Camarilla. Ils sont devenus vampires de leur propre initiative par la capture et la diablerie (vider un vampire de son sang et son âme, son être) de Tzimisce, fondateur du clan éponyme, et Saulot, fondateur du clan salubrien. Leur devise: « Nous sommes plus que des vampires. Nous sommes l'échelon suivant de l'évolution caïnite. Nous dirigerons les autres s'ils nous le permettent, ou nous resterons seuls s'il le faut. Mais nous survivrons. »
- Les Ventrues (surnommés les sang-bleus). Ses membres se voient comme formant le Clan le plus prestigieux de la Camarilla. Les princes nobles de la Camarilla dont ils sont les principaux fondateurs et dirigeants. Ils se considèrent comme les garants de la société vampirique qu'ils sont les seuls à pouvoir guider. Ils sont bien souvent très influents, et capables de détruire la vie d'un vampire en quelques coups de téléphone. Leur devise : « Guider les Damnés est mon fardeau, non le tien. Tu ferais toutefois bien de te demander si ta non-vie se fait au bénéfice des Enfants de Caïn, ou à leur détriment. J'ai déjà forgé mon opinion. »

#### Les Clans du Sabbat
Ils sont composés des parties rebelles et mineures des Clans neutres et de ceux de la Camarilla (appelés alors antitribus) mais aussi des membres des deux Clans suivants.
- Les Lasombras (surnommés les Gardiens ou Maîtres des ombres). Les Lasombras sont un Clan de manipulateurs nés. Leurs ennemis de toujours sont les Ventrues avec lesquels ils se disputent la suprématie sur les vampires. Au contraire des Ventrues, les Lasombras préfèrent les manipulations dans l'ombre au pouvoir réel direct. Ils sont un des deux clans fondateurs du Sabbat dont ils sont les principaux dirigeants politiques.
- Les Tzimisces (surnommés les démons). L'autre Clan fondateur du Sabbat, dont ils sont l'âme et les guides spirituels. Ils sont originaires de Transylvanie, où ils sont à l'origine des mythes comme celui de Dracula (qui était un membre de ce Clan). Ils ont le pouvoir de manipuler la matière vivante : que ce soit la leur ou celle des autres.

#### Les Clans neutres
Ces quatre Clans sont indépendants et neutres vis-à-vis des conflits opposant la Camarilla et le Sabbat.
- Les Assamites (surnommés les assassins). Un clan indépendant, issu du monde islamique, dont le QG se trouve en Turquie. Ce clan prône le respect des humains et la  Diablerie  sur les autres vampires de Génération inférieure.
- Les Giovannis. Clan structuré, possédant des connaissances en nécromancie et en occultisme très avancées. Ils ont une affinité naturelle avec les esprits des morts avec qui ils passent des pactes quand ils ne cherchent pas simplement à découvrir tous leurs secrets. Les instances décisionnelles de ce Clan sont basées à Venise. À l'origine, ils étaient une famille mortelle de nécromanciens vénitiens qui ont ensuite totalement détruit leurs ainés, les Cappadociens (le Clan de la Mort), et rebaptisé le Clan avec leur nom. C'est une famille particulièrement dépravée, consanguine, nécrophile, incestueuse, qui ne crée de nouveaux vampires qu'au sein de la famille mortelle Giovanni.
- Les Ravnos (surnommés les mystificateurs). Des vampires nomades, souvent de culture gitane. Ils maitrisent le pouvoir de l'illusion mais ils sont particulièrement détestés par la Camarilla car toujours fourbes et vicieux. Ils sont souvent ennemis historiques des Gangrels pour des histoires remontant à des milliers d'années.
- Les Sethites (surnommés les serpents). Les Sethites, sont les descendants du dieu égyptien Seth. Ils n'ont aucun intérêt pour la politique des vampires. Ils ont uniquement deux occupations : la corruption de l'humanité par la drogue, la luxure, et d'une manière générale tous les péchés capitaux, et le réveil de Seth, leur fondateur. Ils ne sont pas appréciés des autres vampires qui se méfient de ces puissants manipulateurs apportant le chaos dans l'humanité.

#### Les Lignées du Sang
Les Lignées ont été créées par les Mathusalems, des vampires plus jeunes que les Antédiluviens, ou sont simplement composées des derniers membres de Clans détruits.
- Lignée Arhimane (surnommées les chattes de gouttières, composé exclusivement de femmes)
- Lignée Baali (surnommés les diables)
- Lignée des Brujahs Véritables (surnommés les Elois)
- Lignée des Émissaires du Crâne (surnommés les lazaréens)
- Lignée des Filles de la Cacophonie (surnommées les sirènes, composé principalement de femmes, les hommes y étant rares)
- Lignée des Frères de Sang (surnommés les Frankensteins)
- Lignée des Gargouilles (surnommés les têtes de pierre, créés par les Tremeres grâce à un « mélange » de Gangrel, Tzimisce et Nosferatu)
- Lignée Kyasid (surnommés les ombres)
- Lignée Laïbon (surnommés les sphinx). Ce n'est pas exactement une lignée, mais un groupe de lignées des treize clans principaux, en Afrique.
- Lignée Lhiannan (surnommées les druidesses)
- Lignée Nagaraja (surnommés les cannibales)
- Lignée Salubriens (surnommés les cyclopes ou licornes). Ils possèdent un troisième œil. Pendant l'Antiquité, et au début du Moyen Âge, ils étaient un Clan très respecté de sages. Composé d'une lignée de guérisseurs, et d'une lignée de guerriers saints, leur fondateur a été détruit par le clan Tremere. Ils ont été pourchassés et persécutés pendant le Moyen Âge par les Tremeres, jusqu'à avoir subi une quasi extinction. La lignée des guérisseurs, en époque contemporaine, est considéré comme complètement éteinte en Occident. La lignée guerrière en revanche, est réapparue depuis peu, rejoignant le Sabbat, pour se venger de la Camarilla. En effet, cette dernière, dont les Tremeres sont un clan fondateur, a énormément participé à leur destruction.
- Lignée Samedi (surnommés les zombies)
- Lignée du Vieux Clan Tzimisce (surnommés les Dragons)

#### La Génération
La Génération, correspond à l'éloignement héréditaire du vampire par rapport à Caïn : le vampire de première Génération. Les fondateurs des treize clans principaux, les Antédiluviens, sont en quelque sorte les « petits-enfants », de Caïn. Ils sont donc de troisième Génération. Plus la Génération d'un vampire, se rapproche de celle de Caïn, plus il devient puissant. Et le seul moyen de baisser sa Génération, est de pratiquer ce que l'on appelle  Amaranthe , ou  Diablerie  sur un vampire de Génération inférieure. C'est une pratique qui consiste à boire le sang d'un vampire jusqu'à la dernière goutte, puis de continuer à boire pour aspirer son esprit et sa puissance. C'est une pratique dangereuse, mais également hautement condamnée par la Camarilla. Elle est au contraire encouragée par le Sabbat.

### Histoire et géopolitique
Le lecteur de Vampire : La Mascarade pourrait être tenté de penser que dans le monde imaginaire, appelée Monde des ténèbres, tout fait calqué sur notre monde réel aurait une origine surnaturelle, et très souvent néfaste pour l'humanité. À ce niveau, on observe une évolution relative d'édition en édition : si au départ ceci pouvait être considéré comme peu ou prou vrai, avec la troisième et dernière édition c'est devenu une erreur. Les vampires et autres créatures surnaturelles influencent certes les affaires des mortels : d'Al Capone à François Villon, beaucoup d'hommes de l'ombre auraient été des vampires, et de nombreux hommes politiques, trop visibles pour être eux-mêmes des créatures de la nuit, seraient des « goules » manipulées par des vampires.
Mais les derniers développement à ce sujet insistent d'abord sur le caractère chaotique du phénomène (les vampires ne coordonnent pas leurs actes) mais aussi et surtout sur le fait que l'humanité a bel et bien la capacité de mener sa propre vie et d'évoluer seule, voire de surprendre les vampires par des épisodes inattendus (guerres, révolutions, etc.) et des innovations techniques et intellectuelles. Cette dernière vision des choses semble plus crédible et surtout permet d'éviter les plus gros écueils liés à certaines questions historiques. Par exemple, Adolf Hitler a toujours été décrit comme un homme, n'ayant fait l'objet d'aucune manipulation. Les événements du 11 septembre 2001 ont été abordés de la même manière : il s'agit là d'affaires « humaines ». Le supplément sur New York étant sorti quelques jours après cette tragédie, White Wolf a ajouté un encart annonçant cet état de fait.
D'après les nombreux suppléments et pour simplifier, l'Europe occidentale est essentiellement Camariste, tandis que l'Amérique du Nord abrite les places-fortes du sabbat que sont le Mexique et le Canada, les États-Unis étant le lieu des affrontements les plus violents entre les deux sectes. L'Afrique est le royaume d'Ébène, domaine réservé des Vampires d'Afrique, et l'Asie l'inviolable sanctuaire de vampires mystérieux nommés Kuei-Jin…

## Système de jeu

### Concept de base
Le système utilise des ensembles de dés à dix faces. Pour résoudre une action, il faut lancer un nombre de dés égal à : la caractéristique nécessaire + capacité (Pour crocheter une serrure, on prend donc comme nombre de dés les points de l'attribut physique dextérité, auxquels on ajoute les points de la compétence Artisanat). La réussite de l'action dépend du nombre de résultats qui dépassent un seuil de difficulté donné (dans l'exemple de la serrure, plus la serrure qu'on tente d'ouvrir est sécurisée, et plus le seuil de difficulté se rapprochera de 10, et plus il faudra faire de réussites).
Le jeu propose de jouer des vampires, membres de sectes secrètes aux objectifs variés, les deux principales étant la Camarilla et le Sabbat. La première cherche principalement à préserver la clandestinité des vampires et à se dissimuler au milieu des villes humaines (la « Mascarade »), tandis que la seconde cherche à mettre à bas ce système. Certains vampires ne se réclament d'aucun des deux bords. Chaque buveur de sang appartient à l'un des « clans » existants, des familles de vampires rattachés par des liens de filiation de sang. Il en existe 13, chacun ayant des disciplines (pouvoirs vampiriques) propres, des idées et moyens d'action privilégiés, ainsi que des faiblesses particulières.
Le croisement entre appartenance de clan et appartenance de secte permet de mettre en scène des personnages extrêmement variés dans leurs identités et motivations.
Vampire s'inscrit dans le cadre de campagne du Monde des Ténèbres, base commune des jeux suivants : « Loup garou », « Mage », « Momie », « Kuei Jin » (Vampires d'Orient), « Changelin », « Wraith » et « Exterminateur ». Beaucoup de ces jeux ont été très incomplètement traduits sur le territoire français. La plupart de ces jeux, et notamment Vampire, Loup Garou et Mage, bénéficient aussi d'une version « l'Âge des Ténèbres », reprenant l'univers de ces créatures mais à l'époque du Moyen Âge (entre l'an 500 et 1500). Vampire possède également une version « Ère Victorienne » reprenant le même univers de la renaissance à la fin du XIXe siècle. Tous sont liés par un système de règles similaires et compatibles. Les luttes entre loup-garous, vampires et mages influencent le monde des hommes.

## Thématiques générales et ambiance
Il existe un certain nombre de thèmes privilégiés dans Vampire : La Mascarade :

### Quête de secrets millénaires
La mythologie de Vampire se base sur un texte inspiré de la Genèse, intitulé le Livre de Nod, dont il ne reste aujourd'hui que quelques fragments. Selon le livre qui décrit la cosmogonie de Vampire (Le livre de Nod), et qui occupe peu ou prou dans le monde vampirique la place de la Bible chez les humains, les vampires descendent de Caïn, figure biblique connue pour avoir tué son frère Abel. Celui-ci aurait été contacté trois fois par Dieu et ses Archanges. Ayant refusé par trois fois le pardon de Dieu, de « simple maudit », il serait devenu le premier Vampire, craignant le feu, la lumière et sa descendance qui finirait de toute façon par comploter contre lui.
Ces textes sont censés s'inspirer des textes fondateurs hébraïques, comme semblent le confirmer la présence de Lilith (en tant que première femme d'Adam, tutrice de Caïn, puis adversaire et maîtresse des démons). Le Livre de Nod occupe une place controversée dans la société vampirique : là où certains le croient à la lettre, d'autres dénoncent évidemment un ramassis de superstitions pseudo-bibliques. La quête d'un texte ancien datant de l'époque de la « première cité vampirique », est parfois l'occasion de tribulations et de luttes d'influences.
Mais Vampire se base aussi sur d'autres mythes, comme l'indiquent la présence de fanatiques suivant les préceptes du dieu égyptien Seth. Cette inspiration égyptienne se retrouve également dans les romans d'Anne Rice, grande inspiratrice de la gamme.

### Lutte entre jeunes et anciens
Depuis le début du jeu, il est fait une distinction entre :
- La vieille génération vampirique, pluricentenaire, quasi-omnipotente, extrêmement manipulatrice et patiente: les Anciens, des vampires, en général, de plus de trois cents ans d'existence.
- La jeune génération, composée de vampires appelés nouveau-nés, c’est-à-dire ayant moins d'un siècle d'existence. Ces vampires sont plus violents, colériques, non dotés encore d'un réel pouvoir, mais souvent idéalistes et ambitieux.

Entre les deux se trouvent les vampires appelés Ancillas, qui commencent à amasser pouvoir et influence mais sont encore trop jeunes pour tirer véritablement les ficelles (entre 100 et 300 ans).
La lutte entre les jeunes, souvent traités « d'Anarchs », et les Anciens reste un des leit-motiv fréquent pour les joueurs qui incarnent des personnages débutants nouvellement arrivés dans le monde des vampires.

### Luttes d'influences
Les personnages plus anciens sont censés disposer de plus de pouvoir, physique et surtout temporel, que les jeunes. Or, il existe un point où toute conquête se fait aux dépens d'un autre joueur ou d'un personnage non-joueur (ou PNJ). Vampire est un jeu qui met l'accent sur la lutte pour le pouvoir et qui l'aborde par son côté le plus sombre, c’est-à-dire la manipulation, les machinations, la corruption et la violence. Les personnages joueurs sont d'ailleurs bien souvent des pions pris dans des complots qui les dépassent et qui luttent pour y voir clair et sauvegarder leurs propres intérêts. Ces intrigues politiques, qui peuvent se faire à tous les niveaux du jeu, débouchent sur un jeu plus « raffiné » mais moins porté sur l'action lorsqu’elles sont privilégiées. Ce thème a d'ailleurs fait l'objet d'un jeu de cartes qui actuellement existe toujours : Vampire: The Eternal Struggle.

### Duel entre Sabbat et Camarilla
Il existe dans ce jeu deux sectes vampiriques principales :
- La Camarilla, qui a peur de la réaction et du pouvoir de l'humanité si elle venait à découvrir l'existence des vampires. Cette secte impose la Mascarade de tout son poids et prône une forme d'organisation et de gouvernement vampirique traditionaliste : dans chaque cité, un Prince conseillé par une assemblée d'Anciens, appelés Primogènes. Aux franges de la Camarilla existent les « Anarchs », jeunes vampires rebelles qui cherchent à renverser l'équilibre des forces entre les Anciens s'accrochant au pouvoir et les jeunes générations amères.
- L'autre secte importante est le Sabbat. Celui-ci proclame la suprématie du vampire sur l'humain et cherche à imposer sa vision guerrière au monde. Guerre contre les plus anciens vampires, guerre contre les indépendants, guerre contre la Camarilla. Ses membres sont des adeptes du darwinisme social, ce qui explique leur violence souvent extrême. Le Sabbat nie l'utilité de la Mascarade. Cette secte permettant de jouer des personnages amoraux, elle est souvent la raison de charges des associations moralistes (surtout aux États-Unis).

Certains clans se déclarent « indépendants » et s'excluent, en principe, du duel entre Sabbat et Camarilla.
Au milieu se trouve l'Inconnu, censé compter les points dans cette lutte d'influence entre sectes, mais aussi entre clans, nommé Jyhad. C'est la secte la plus mystérieuse.

### Le contrôle de la Bête
Chaque vampire possède en lui une seconde instance psychique, au-delà de sa conscience, qui est la « bête intérieure », l'expression du monstre prédateur mort-vivant qu'il est devenu. Les vampires doivent souvent lutter avec elle pour ne pas perdre le contrôle de leurs actes. Le risque survient souvent en situation de stress intense, de danger ou de grande soif.
Chacune des sectes a sa propre philosophie sur le contrôle de cette bête intérieure. La Camarilla pense qu'il ne faut pas s'éloigner de la morale humaine pour mieux se cacher parmi les hommes, alors que le Sabbat pense au contraire qu'un vampire ne doit plus se considérer comme humain et assumer sa nature. Les sabbats ont donc favorisé le développement des « Voies de l'Illumination » qui sont des sortes de voies philosophico-mystiques vampiriques structurées autour de préceptes plus ou moins codifiés. Les humains les considèreraient d'ailleurs comme abominables.

## Développement et conception
Vampire: La Mascarade se réclame principalement des écrits de Anne Rice et de Bram Stoker

## Postérité

### Suites et dérivés
Vampire a connu de nombreux dérivés. Certains sont devenus des jeux à part entière, notamment Mage : l'Ascension, et Loup-garou : l'Apocalypse, d'autres des produits dérivés comme Vampire : L'Âge des ténèbres (au Moyen Âge), Vampire : Ère Victorienne ou Kuei-Jin (les vampires d'Orient) ou le Royaume d'Ébène (Vampires d'Afrique), etc.

### Adaptations

#### Jeu de rôle
Vampire : La Mascarade a aussi été adapté dès 1993 en jeu de rôle grandeur nature avec la gamme Mind's Eye Theatre : les joueurs sont costumés et interprètent les dires et actions de leur personnage, dans une sorte d'improvisation théâtrale.

#### Romans
L'univers de Vampire a été adapté en romans : le diptyque « rongé par la bête », la série en 3 tomes Vampire : La Mascarade - La malédiction du sang écrite par Gherbod Fleeming, et la série en 3 tomes Vampire : Le cycle de la Mort Rouge de Robert Weinberg ainsi que les deux séries en 13 tomes « le cycle des clans »

#### Audiovisuel
En 1996, l'univers du jeu est également adapté sous la forme d'un feuilleton télévisé, Kindred : Le Clan des maudits, qui a été annulé brutalement à la suite du décès de l'acteur du personnage principal dans un accident de moto, Mark Frankel.
En 2004, New Line Cinema achète les droits d'adaptation au cinéma de Vampire : Le Requiem, suite de Vampire : La Mascarade. Adam Fields est prévu à la production, sous la supervision de Luke Ryan et Magnus Kim, alors eux-mêmes producteurs exécutifs de New Line. Néanmoins, aucun scénario n'est dévoilé.

#### Jeu vidéo
Vampire : La Mascarade est adapté en jeux vidéo : Vampire : La Mascarade - Rédemption en 2000 par Nihilistic Software sur PC. Un jeu de rôle en ligne massivement multijoueur (MMORPG) par le studio CCP Games était en développement mais a été annulé en 2014. Vampire : La Mascarade - Rédemption bénéficie d'une suite développée par Troika Games et éditée par Activision en novembre 2004 : Vampire: The Masquerade - Bloodlines. Cette suite indirecte partage le même univers fictionnel.
En 2006, CCP rachète White Wolf Publishing et lance la création d'un MMORPG basé sur la licence du Monde des ténèbres. Initialement appelé World of Darkness voire World of Darkness Online, le développement du jeu est annulé en avril 2014.
Ce même mois, une équipe de fans, ayant déjà créé le mod Bloodlines Resurgences pour le jeu Bloodlines, décide de lancer le projet Project Vaulderie, une refonte complète de Vampire: The Masquerade - Bloodlines, développée sur le moteur Unity, mais CCP met fin au développement le 24 novembre 2014, précisant que les droits sont toujours détenus par Activision.
Le 29 octobre 2015, Paradox Interactive annonce le rachat complet des licences White Wolf Publishing auprès de CCP pour 1,2 million de dollars. En février 2019, Paradox tease le lancement d'une éventuelle nouvelle suite qui pourrait être annoncée le 21 mars 2019, jour d'ouverture de la Game Developers Conference à San Francisco. La sortie du jeu en 2020 Vampire: The Masquerade - Bloodlines 2 est confirmée le 22 mars 2019 par Paradox Interactive sur PC (Windows), PlayStation 4, Xbox One, lors de la GDC 2019.
Le 16 février 2017, White Wolf Publishing publie World of Darkness Preludes: Vampire and Mage sur PC (Windows, notamment temporairement sur Steam), Mac et Linux, un jeu vidéo composé de deux fictions interactives se déroulant uniquement sous forme de messages téléphoniques. La première appelée Vampire: The Masquerade - We Eat Blood and All Our Friends Are Dead, écrite par Zak Smith et Sarah Horrocks, prend place dans l'univers Vampire : La Mascarade, et la seconde titrée Mage: The Ascension - Refuge est adapté de Mage : L'Ascension. Les deux fictions sont accessibles séparément sur iOS et Android,,.
D'autre part, le 15 mai 2019, Big Bad Wolf Studio (qui a notamment développé The Council) annonce être en train de créer une autre adaptation du jeu de rôle. Intitulé Vampire: The Masquerade, ce RPG orienté narration afin de se rapprocher de la version papier, sera dévoilé en août 2019 lors de la Gamescom. En outre, un autre jeu orienté narration intitulé Vampire: The Masquerade - Coteries of New York est dévoilé le 4 juin 2019. Prévu sur PC et Nintendo Switch pour le dernier trimestre 2019, il est développé par le studio Draw Distance et met en scène la Camarilla et les Anarchs sur une toile de fond New Yorkaise.